# Turbomeca Arbizon
Le Turbomeca TR.281 Arbizon est un petit turboréacteur à usage unique conçu par Turbomeca, utilisé pour propulser le missile anti-navire Otomat.

## Historique
Développé à partir du Turbomeca Turmo, l’Arbizon fut dévoilé au public pour la première fois en 1970 par le motoriste français. En 1978, le moteur fut amélioré pour produire une poussée légèrement supérieure à 3,5 kN, avec une durée de vie établie à 30 heures.

## Applications
- Miles Student (en) (application prévue) ;
- Matra/Oto Melara Otomat : TR.281 Arbizon III.

## Versions
- Arbizon IIIB : Version initiale ;
- Arbizon IV : Version plus petite et plus légère, produisant 3,3 kN de poussée.